# آریل کبل
آریل کبل (انگلیسی: Arielle Kebbel؛ زادهٔ ۱۹ فوریهٔ ۱۹۸۵) یک هنرپیشه اهل ایالات متحده آمریکا است. وی از سال ۲۰۰۳ میلادی تاکنون مشغول فعالیت بوده‌است.
از فیلم‌ها یا برنامه‌های تلویزیونی که وی در آن نقش داشته‌است می‌توان به پای آمریکایی: اردوگاه نوار، کینه ۲، بدبو، سی‌اس‌آی، دارودسته، سی‌اس‌آی: میامی، خاطرات خون‌آشام، خون حقیقی و بورلی هیلز ۹۰۲۱۰، آرام باش، آکوامارین، جان تاکر باید بمیرد، مکیدن خون‌آشام، من و بچه، اعمال کثیف و من با تو ذوب میشم اشاره کرد.